# 吐露港

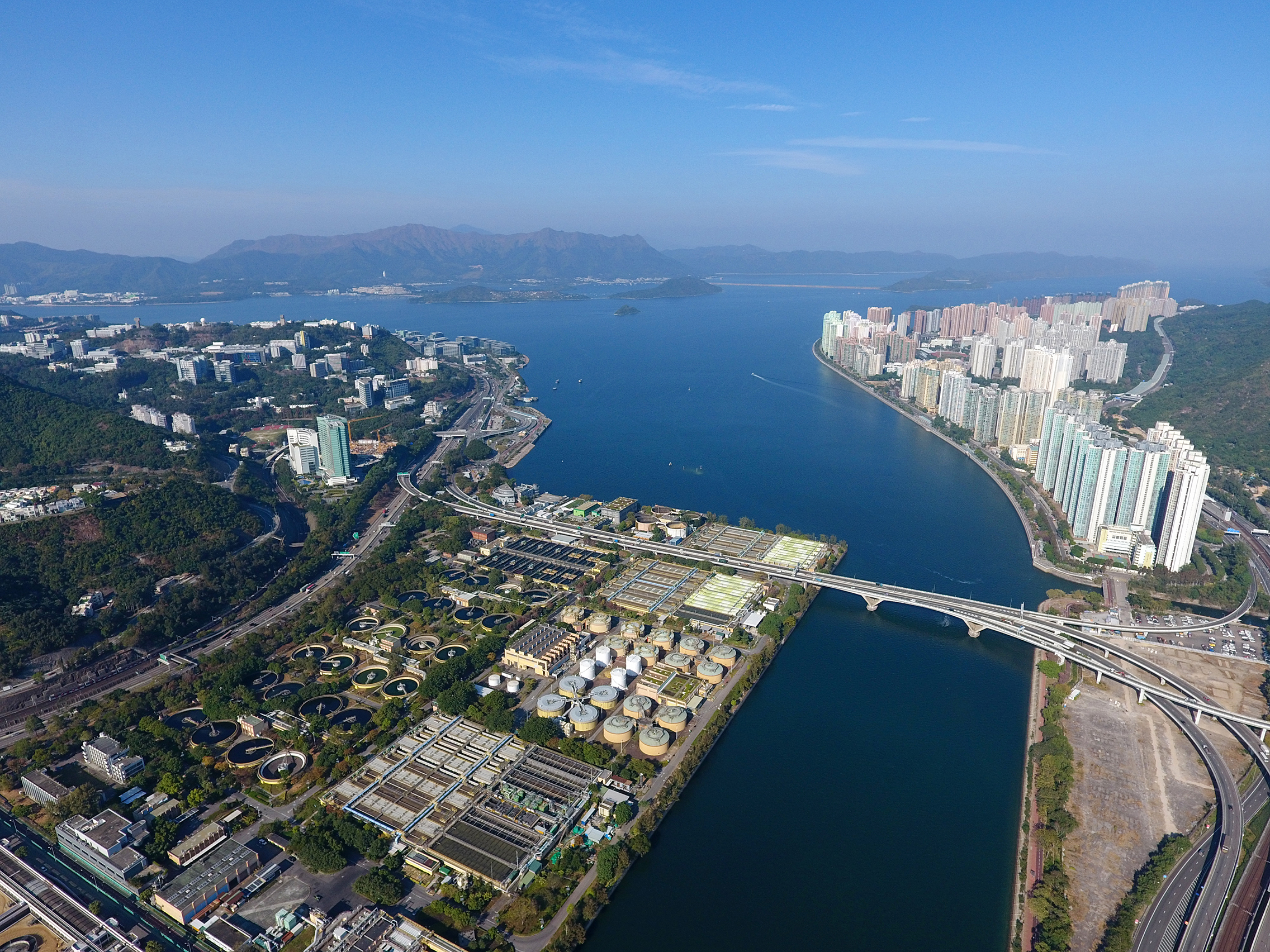
吐露港及遠方的八仙嶺，右方為馬鞍山。

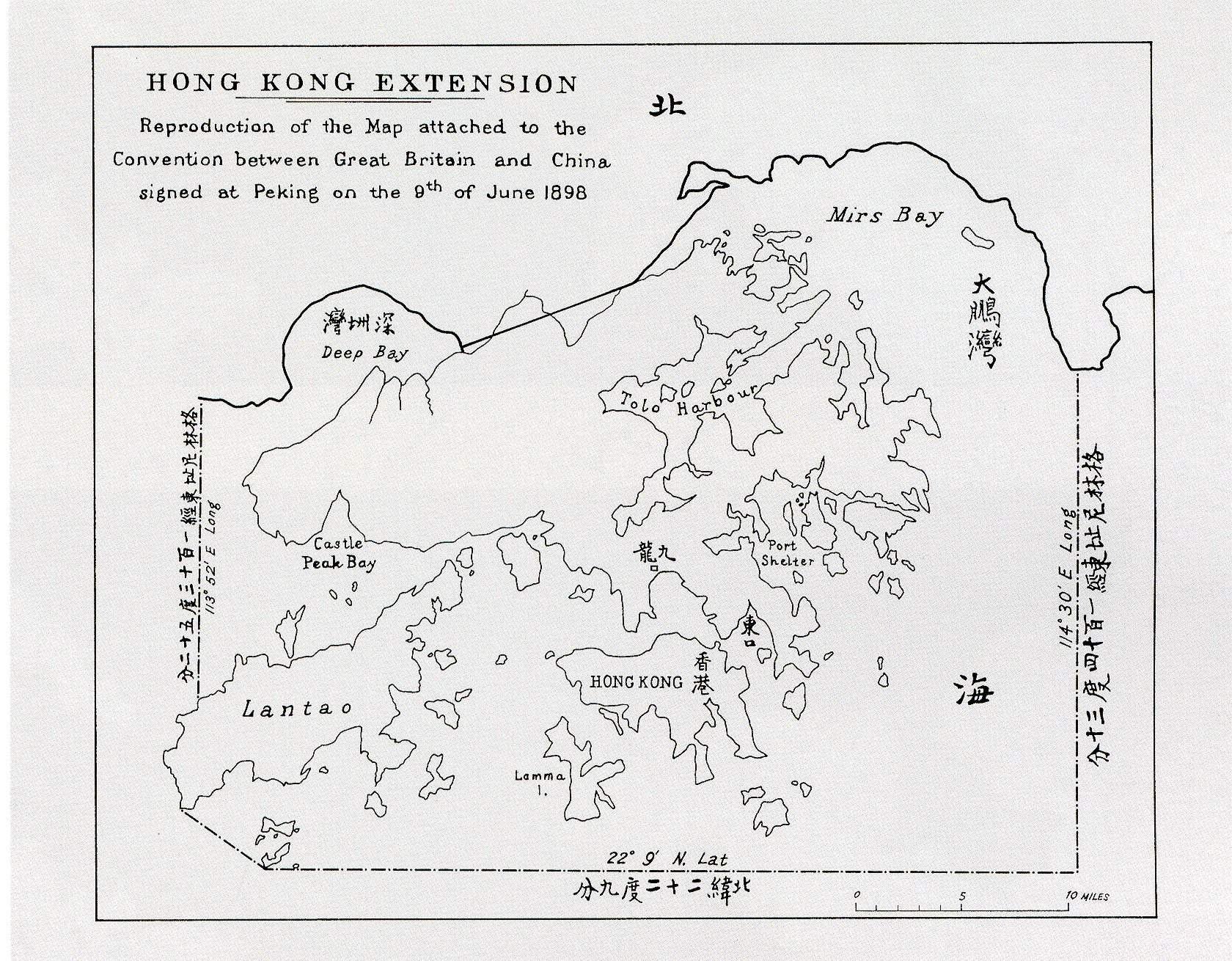
於1898年的《展拓香港界址專條》中之吐露港（Tolo Harbour）。

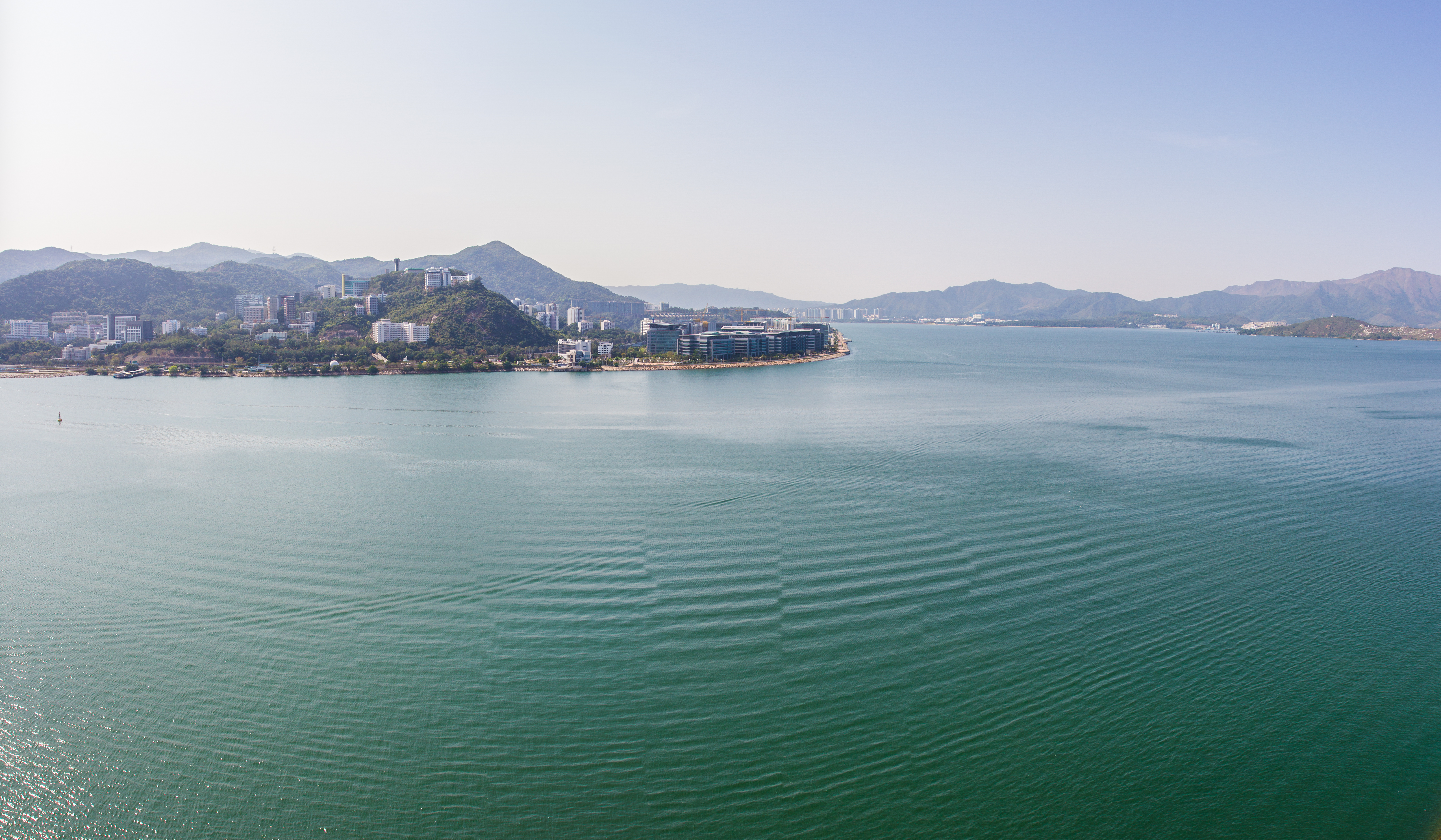
從馬鞍山望吐露港。

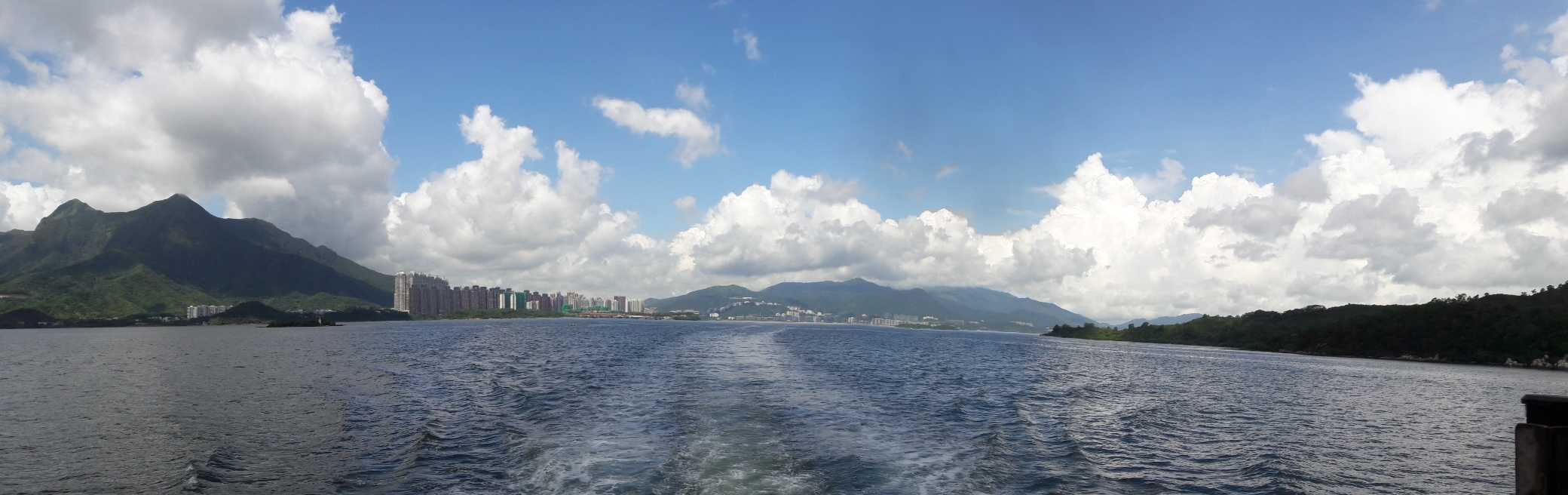
向沙田方向之吐露港。

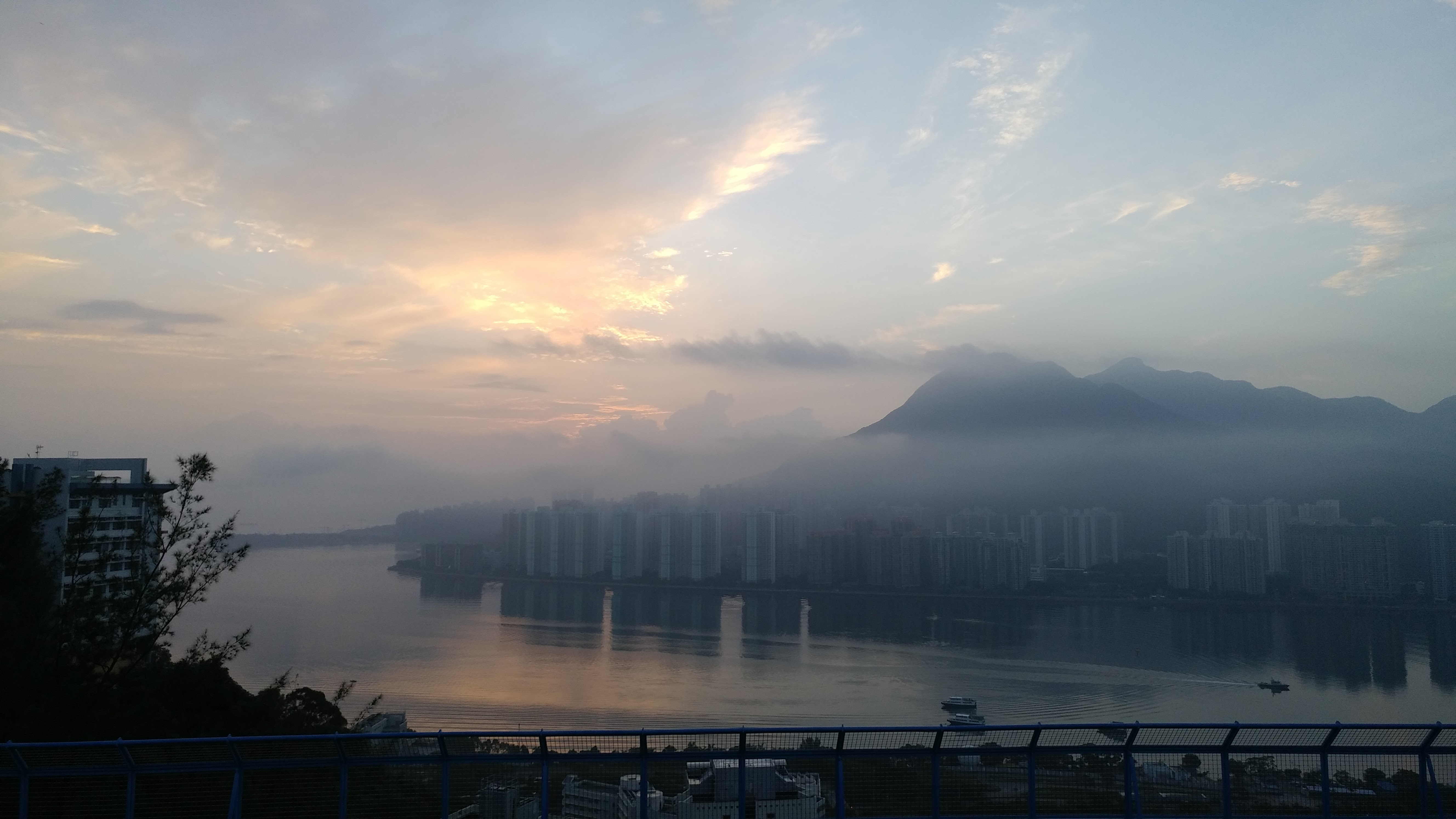
從中文大學蒙民偉樓天台俯瞰吐露港。

吐露港原稱大埔海，古稱大步海，是香港新界的主要內港之一，位於沙田區以北，大埔區以東，海港呈西南-東北走向，出口處為大赤門，海水從此處流進香港東北面的大鵬灣。有多條河流流向吐露港，包括沙田城門河、沙田海，以及大埔林村河。

## 歷史
南漢大寶六年（963年），南漢在大步海置媚川都，採集珍珠，與廣東合浦（即今日廣西北海市合浦縣）齊名。由於採珠業發達，大埔海亦稱媚珠池，當地漁民則稱呼其為珍珠江。
到宋滅南漢後，即取消官府買珠，採珠中止。至元成宗元貞元年（1295年），屯門寨巡檢再獻言中央：東莞縣大步海有後海龍岐、青螺角、荔枝莊等23處產珠。經行省委官試採屬實，定議採撈。
元成宗大德元年（1297年），以蛋民700戶做採珠戶，官給口糧，令其在大步海及惠州珠池三年一採。
當地的採珠事業一直持續至明朝中葉才日漸式微。明朝洪武七年，因為採珠5個月僅得半斤，官方認為產珠已盡，決定放棄，並且遷往合浦。

### 英治時期
1899年，剛租借新界的英國人在大埔海東北岸（香港回歸紀念塔現址；大埔原海岸線約為今汀角路旁邊，現海濱公園當時位處海中心，故回歸塔現址不可能是英人登岸之地）登岸，但是遭到大埔村民抵抗，爆發新界六日戰。英國軍隊遂出動戰艦掩護，方才可以強行登陸。英國人佔領新界後，大埔海被更改名稱為吐露港。
1937年，香港發生丁丑風災，強烈颱風在1937年9月2日凌晨正面吹襲香港，造成廣泛破壞。颱風在吐露港引起逾6米高的風暴潮，大埔一帶傷亡慘重。
在吐露港北面大尾篤一帶的船灣，昔日為港內一個大海灣，於1960年代由於香港水源缺乏，香港政府在船灣興建一條堤壩把海灣完全封閉，並且把海灣內海水抽走興建成為船灣淡水湖。船灣沿岸曾經有多條鄉村，在興建淡水湖時均已遷拆。
1982年，為了改善新界東部來往九龍、新界西和港島的交通，香港政府在沙田與大埔之間的吐露港南面沿岸興建吐露港公路至1985年為止，並於中文大學教職員宿舍附近挖採泥石作填海工程之用。

### 千禧年後
2000年，香港政府為吐露港公路進行擴闊工程，在馬料水一帶填海，興建香港科學園。
2012年，香港政府為了提高香港土地供應，建議在白石角東部臨海地更改劃作「住宅（乙類）5」用途。2013年1月，創建香港文件指出，香港欠缺水上活動設施，遊艇會只供富豪享用，即使鄰近有大美督水上活動中心，白石角仍可以發展為公共海事設施中心，包括行政樓、水上活動中心、生態旅遊及售票中心，以及船隻存放中心，海上有浮橋供泊船。創建香港向城市規劃委員會申請將白石角毗鄰香港科學園空地（天賦海灣及香港科學園之間一幅達28萬平方米用地，更改劃為「休憩用地」以及「其他指定用途」，註明海事設施中心）及對出吐露港海面改變用途，發展公共海事設施中心，變身成為可以停泊400艘遊艇及存放200艘船的儲存倉。文件指出，創建香港無興趣參與興建或者營運項目，認為香港政府於日後售賣鄰近住宅地時，可以加設條款促使私人發展商興建，落成後由非牟利團體管理，或者使用民間興建營運後轉移模式發展，使到設施可以便宜收費，供予大眾享用。有關公眾諮詢期於2013年2月月中屆滿，收到364份意見，地區人士及新界漁民聯會均對此計劃表示反對。2013年4月19日，城規會會審議上述計劃，其後城規會亦反對創建香港提出的計劃。

## 鄰近主要地方

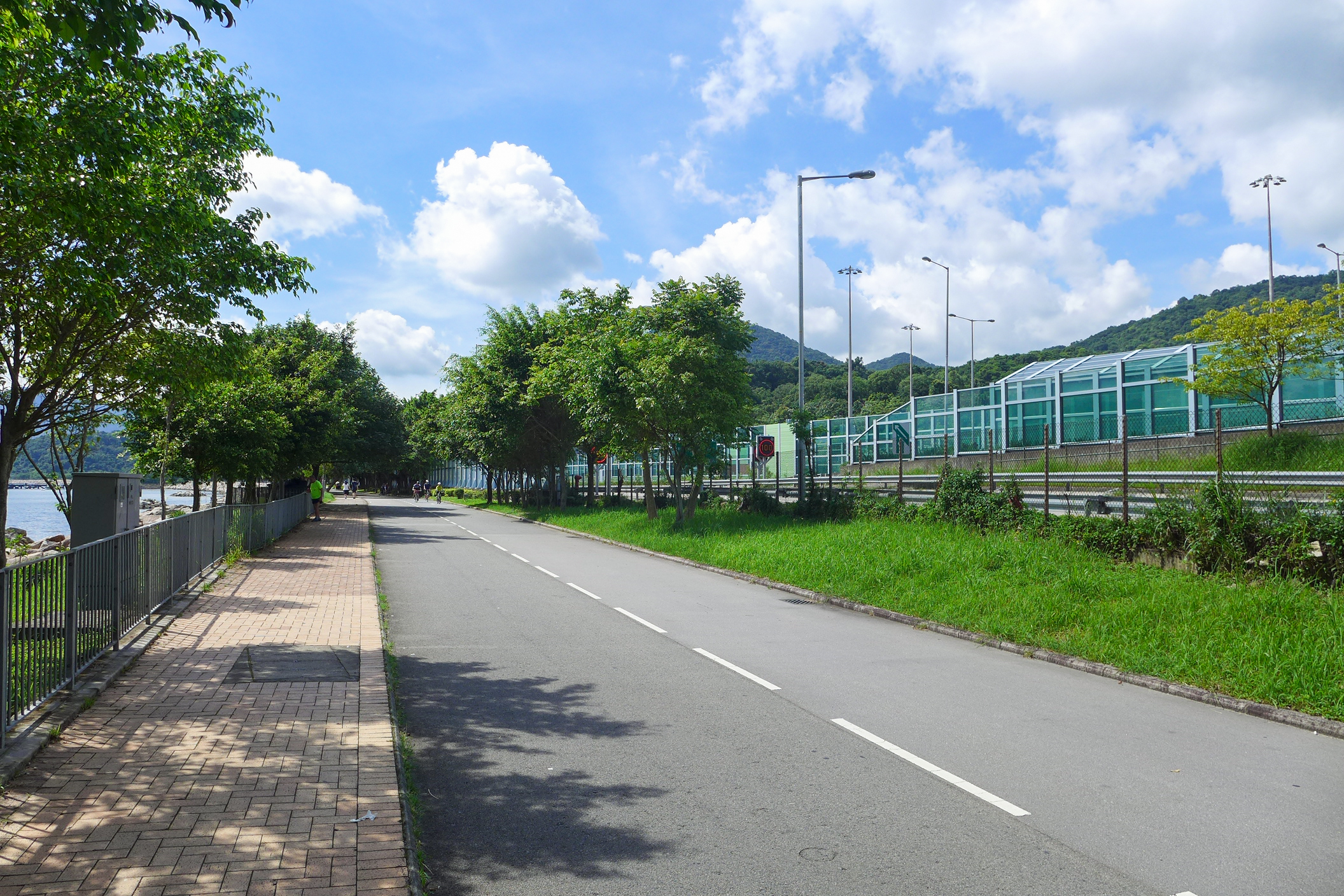
吐露港旁設有單車徑，為「香港十大單車徑」之一

- 大埔
- 白石角
- 大埔滘
- 汀角
- 船灣
- 大尾篤
- 八仙嶺
- 沙田
- 馬料水
- 馬鞍山
- 烏溪沙